# Knema poilanei
Knema poilanei är en tvåhjärtbladig växtart som beskrevs av W.J.J.O. dewilde. Knema poilanei ingår i släktet Knema och familjen Myristicaceae. Inga underarter finns listade i Catalogue of Life.